# Nayhauß (Adelsgeschlecht)

Stammwappen derer von Nayhauß

Nayhauß (von Nayhauß-Cormons), auch Neuhaus (von Neuhaus und St. Mauro), ist der Name eines alten Adelsgeschlechts, das zum Görzer Uradel gehört und auch der Grafschaft Glatz und in Schlesien begütert war. Zweige der Familie bestehen bis heute.

## Geschichte

### Herkunft
Das Geschlecht entstammt dem Adelsgeschlecht derer von Tschernembl, das 1263 erstmals urkundlich erscheint. Die Grafen von Görz hatten ein Castrum errichtet. Das Feste Haus wird 1281 als „Castrum novum“ („Neuhaus“), als von ihnen neu erbaut, erwähnt. Eine Linie der 1677 im Grafenstand erloschenen Tschernembl nahm nach diesem „Neuen Haus“, auch „Castelnuovo am Karst“ genannt, den Namen an und erscheint mit „Winther von dem Neunhause“ 1313 erstmals urkundlich.
Diese Linie ist nach 1358 in Cormons ansässig, wo 1383 Graf Meinhard von Görz dem Edlen Simon von Neuhaus aus Cormons Güter verpfändet.

### Hauptlinien

#### Linie Nayhauß-Cormons
Die Hauptlinie zu Cormons erhielt den Reichsfreiherrenstand durch Caspar, Cäsar und Ferdinand von Newhauß am 23. August 1624 in Wien. Freiherr Caspar von Newhauß war kaiserlicher Oberst und Besitzer von Reyersdorf und Schönau in der Grafschaft Glatz, Cäsar war Besitzer von Bladen im Weichbild Leobschütz und Ferdinand von Cormons. Den erbländisch-österreichischen Grafenstand mit dem Prädikat «Hoch- und Wohlgeboren» erhielten in Wien am 24. August 1698 die Vettern Nicolaus, auf Stiebrowitz und Glomnitz im Weichbild Troppau, sowie Julius Freiherren von Neuhaus, auf Bladen und auf Reyersdorf.

#### Linie Neuhaus und St. Mauro
Die Hauptlinie zu St. Mauro erhielt den Reichsfreiherrenstand durch Joseph von Neuhaus, erzherzoglicher Statthalter der Grafschaft Görz, und dessen Neffen Leonhard und Jacob, am 11. August 1628 in Wien. Der genannte Leonhard Freiherr von Neuhaus und St. Mauro, auf Stremplowitz im Weichbild Kreuzendorf, erhielt das böhmische Inkolat am 30. September 1652, sein Enkel Julius das mährische Inkolat im Herrenstand am 12. Dezember 1737.

## Wappen

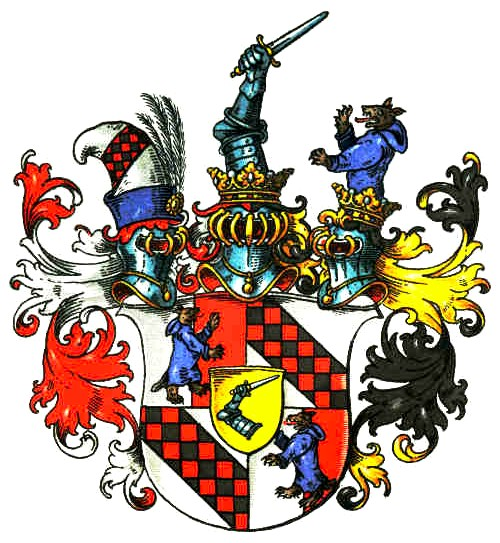
Wappen der Grafen von Nayhauß-Cormons

### Stammwappen
Blasonierung: Das Stammwappen zeigt in Silber einen von Rot und Schwarz geschachten Schrägbalken; auf dem Helm mit rot-silbernen Decken eine mit dem Balken belegte blau-gestulpte silberne Mütze, an der vorn an einer goldenen Agraffe drei schwarze Reiherfedern stecken.

### Grafenwappen
Blasonierung: Das 1698 verliehene, gebesserte Wappen der Grafen von Nayhauß-Cormons ist geviert und belegt mit goldenem Herzschild, darin ein geharnischter Schwertarm, in Feld 1 und 4 in von Silber und Rot gespaltenem Feld einwärts-gekehrt ein aufgerichteter naturfarbener Wolf in blauer Mönchskutte († von Trainer), Feld 2 und 3 das Stammwappen. Drei Helme; rechts Stammwappenhelm, auf dem mittleren mit rechts rot-silbernen, links schwarz-silbernen Decken der Schwertarm wachsend, auf dem linken mit schwarz-goldenen Decken der Wolf in der Kutte wachsend († von Trainer).

## Persönlichkeiten
- Hans-Christoph Graf von Nayhauss-Cormons (* 1940), deutscher Literaturwissenschaftler
- Julius Cäsar von Nayhauß-Cormons (1821–1908), preußischer Offizier und Mitglied des Deutschen Reichstags
- Mainhardt Graf von Nayhauß-Cormons (1926–2021), deutscher Journalist und Buchautor
- Tamara Gräfin von Nayhauß (* 1972), deutsche Fernsehmoderatorin